# 天神岬温泉
天神岬温泉（てんじんみさきおんせん）は、福島県双葉郡楢葉町（旧国陸奥国、明治以降は磐城国）にある温泉である。

## 泉質
- 塩化物泉
  - 源泉温度：33.4℃。
  - 特徴：黒褐色、ぬるぬるとしている。

### 効能
- 胃腸病・冷え性・痔・神経痛・筋肉痛・五十肩・運動麻痺・関節のこわばり・やけど・婦人病・皮膚病等

※注 : 効能はその効果を万人に保証するものではない

## 温泉街
天神岬スポーツ公園に併設されている入浴施設、天神岬温泉しおかぜ荘がある。宿泊が出来るサイクリングターミナルが併設されている。

## 歴史
1992年7月開業。

## アクセス
- 鉄道：常磐線竜田駅よりタクシー約10分。
- 車:常磐自動車道広野ICより車で約15分。ならはスマートIC（ETC専用）より車で約10分。